# Saurita tenuis
Saurita tenuis là một loài bướm đêm thuộc phân họ Arctiinae. Loài này được Arthur Gardiner Butler mô tả năm 1876. Loài này có ở rừng mưa Amazon.